# Ministerio de Relaciones Exteriores (Guyana)
El Ministerio de Relaciones Exteriores (en inglés: Ministry of Foreign Affairs) es un órgano encargado de las relaciones exteriores de Guyana. El actual ministro de Relaciones Exteriores es Hugh Hilton Todd.

## Ministros
- Karen Cummings[2] (desde 2019)
- Carl Greenidge (2015-2019)[3]
- Hugh Todd[4]